# Aaroniella achrysa
Aaroniella achrysa är en insektsart som först beskrevs av Banks 1941.  Aaroniella achrysa ingår i släktet Aaroniella och familjen gluggmärkestövsländor. Inga underarter finns listade i Catalogue of Life.